# Zamyn-Üüd
Zamyn-Üüd (mongol: Замын-Үүд;ᠵᠠᠮ ᠤᠨ ᠡᠭᠦᠳᠡ, lit. «la porta de la carretera») és un sum (districte) de la província de Dornogovi al sud-est de Mongòlia. La seva població era d'11.527 habitants l'any 2008.

## Història
El nom real de Zamyn-Üüd prové de l'antic assentament de Dzamiin Üüde situat a 101 km al nord-oest de la ciutat moderna (44° 30′ N, 111° 15′ E / 44.500°N,111.250°E).

## Geografia
La ciutat es troba a l'antiga ruta comercial entre Pequín i Ulan Bator, i actualment és el pas fronterer més important entre Mongòlia i la República Popular de la Xina, via Erenhot. El pas fronterer va comptabilitzar més de 950.000 desplaçaments el 2004. L'abril de 2007, va començar la construcció d'una carretera asfaltada de 432 km que va de Choir a Zamyn-Üüd passant per Sainshand. La finalització estava prevista per a l'octubre de 2007. Tanmateix, la finalització del projecte de la carretera es va retardar fins al 2013, i la secció de Sainshand to Choir es va acabar el setembre de 2013. El 2013 també es va completar un nou pas fronterer de carretera ampliat per alleujar els retards en el pas de la Xina a Mongòlia.
La Zona Econòmica Lliure «Zamyn-Uud» es va crear oficialment l'any 2004. Té una superfície de 900 ha i es troba entre l'assentament de Zamyn-Üüd i la frontera xinesa.